# Castell de Mirapeix
El castell de Mirapeix era un castell medieval navarrès de la Ribera Navarresa que se situava a la frontera amb Aragó. Estava situat a les Bardenas Reales, en un turó a l'est del despoblat Murillo de las Limas i a 7 quilòmetres al nord de Tudela. Durant l'Edat Mitjana se l'anomenà de diverses formes: Mirapex, Mirapeys, Mirapeiss, Mira peiss, Mirapisce, Mira pisce o Mirapege (segons la llengua romanç utilitzada). La Torre de Mari Juan, generalment considerada una talaia de vigilància de Tudela, pertanyia a aquest castell. Existeixen dubtes sobre si es tracta del mateix edifici o no. Probablement, la Torre de Mari Juan va ser la torrassa central de vigilància del Castell de Mirapeix.

## Història
Se cita en primer lloc com un dels molts castells de la frontera amb Aragó juntament amb el de Murillo de las Limas. Més tard se'l cita com una demarcació del de Murillo de las Limas. El 1214, canvia el seu nom pel de Torre de Mari Juan. El 1290, es va construir una casa en el recinte, i un forn per coure pa per a la guarnició. El 1315 es va reparar la torre, que amenaçava ruïna, calçant les parets, es va refer el forn, que s'havia enfonsat, i es van arreglar els estables. A partir del 1359 ja no va tornar a estar preparada per a la seva defensa, possiblement per haver perdut ja el seu interès estratègic. El 1538, el terme en el qual es trobava emplaçat, anomenat Mari Juan, era ja propi de la parròquia de San Jaime de Tudela. La Torre de Mari Juan es va haver de demolir entre 1740 i 1750, quan el virrei comte Gages va dur a terme la renovació de la xarxa de camins de Navarra. Tenint en compte que castell i torre eren la mateixa fortificació es va haver d tirar el castell a terra, Tot i això al castell de Mirapeix, encara són recognoscibles la seva planta i algunes filades del murs.